# The Glory Days
『The Glory Days』（ザ・グローリー・デイズ）は、Tiaの3枚目のシングル。ryo (supercell) がプロデュースしている。シングルは2014年9月17日にDIVE II entertainmentから発売予定だったが、制作側の都合で10月15日に延期して発売された。

## 概要
前作『ハートリアライズ』から約7か月でのリリースで、表題曲はテレビアニメ『キャプテン・アース』第2クールのエンディングテーマに起用された。
発売形態は、初回生産限定盤 (EYCA-10046/B) と通常盤 (EYCA-10047) の2種類。初回生産限定盤には『キャプテン・アース』エンディング映像のノンクレジット版とフルサイズのスペシャル映像が収録されている。

## シングル収録内容
| #         | タイトル                          | 作詞・作曲       | 編曲             | 時間  |
| --------- | --------------------------------- | ---------------- | ---------------- | ----- |
| 1.        | 「The Glory Days」                | ryo（supercell） | ryo（supercell） | 4:16  |
| 2.        | 「AM4:00」                        | Tia              | ryo（supercell） | 4:21  |
| 3.        | 「The Glory Days -Instrumental-」 |                  |                  | 4:16  |
| 4.        | 「AM4:00 -Instrumental-」         |                  |                  | 4:18  |
| 合計時間: | 合計時間:                         | 合計時間:        | 合計時間:        | 17:12 |

| #  | タイトル                                                            | 作詞 | 作曲・編曲 |
| -- | ------------------------------------------------------------------- | ---- | ---------- |
| 1. | 「『キャプテン・アース』第2クールノンクレジット・エンディング映像」 |      |            |
| 2. | 「フルサイズ『キャプテン・アース』スペシャル映像」                  |      |            |